# Góra (Korsze)
Góra (deutsch Annahöhe) ist ein kleiner Ort in der polnischen Woiwodschaft Ermland-Masuren und gehört zur Gmina Korsze (Stadt- und Landgemeinde Korschen) im Powiat Kętrzyński (Kreis Rastenburg).

## Geographische Lage
Góra liegt in der nördlichen Mitte der Woiwodschaft Ermland-Masuren, 18 Kilometer nordwestlich der Kreisstadt Kętrzyn (deutsch Rastenburg).

## Geschichte
Der heutige Weiler (polnisch Osada) Góra wurde 1853 als Vorwerk Annenhöhe gegründet. Mit einer Ziegelei versehen, war er bis 1945 ein Wohnplatz innerhalb der Gemeinde Karschau (polnisch Karszewo) im Kreis Rastenburg im Regierungsbezirk Königsberg in der preußischen Provinz Ostpreußen.
Mit dem gesamten südlichen Ostpreußen kam Annahöhe 1945 in Kriegsfolge zu Polen und erhielt die polnische Namensform „Góra“. Heute ist es eine Ortschaft innerhalb der Stadt- und Landgemeinde Korsze (Korschen) im Powiat Kętrzyński (Kreis Rastenburg), bis 1998 der Woiwodschaft Olsztyn, seither der Woiwodschaft Ermland-Masuren zugehörig.

## Kirche
Bis 1945 war Annahöhe in die evangelische Kirche Korschen in der Kirchenprovinz Ostpreußen der Kirche der Altpreußischen Union sowie in die katholische Kirche in Korschen eingepfarrt. Heute ist Góra katholischerseits weiterhin zu Korsze zugehörig, evangelischerseits zur Pfarrei in Kętrzyn innerhalb der Diözese Masuren der Evangelisch-Augsburgischen Kirche in Polen.

## Verkehr
Góra ist über Wiklewo (Winkeldorf) auf direktem Landweg zu erreichen. Eine Bahnanbindung ist nicht gegeben.